# Droite historique

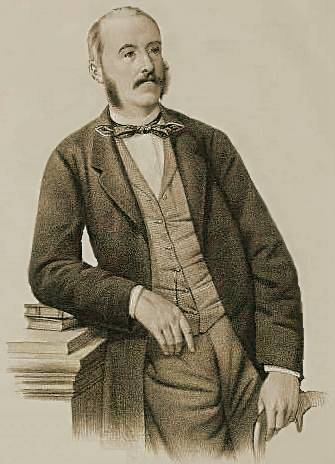
Marco Minghetti

La Droite (en italien Destra) est un mouvement politique italien né, formellement, en 1849, avec les gouvernements de Camillo Cavour et qui se poursuit après sa mort et jusqu'en 1876 où elle reçoit le qualificatif d'historique pour la distinguer des partis et des mouvements de masse qualifiés de droite qui se sont affirmés au cours du XXe siècle. Les ministères de la Droite historique du premier gouvernement Cavour au gouvernement de Marco Minghetti de 1876 obtiennent d'importants résultats, tout d'abord l'unité de l'Italie (1861) porté à son terme en 1870, avec la prise de Rome.

## Histoire

### Origines

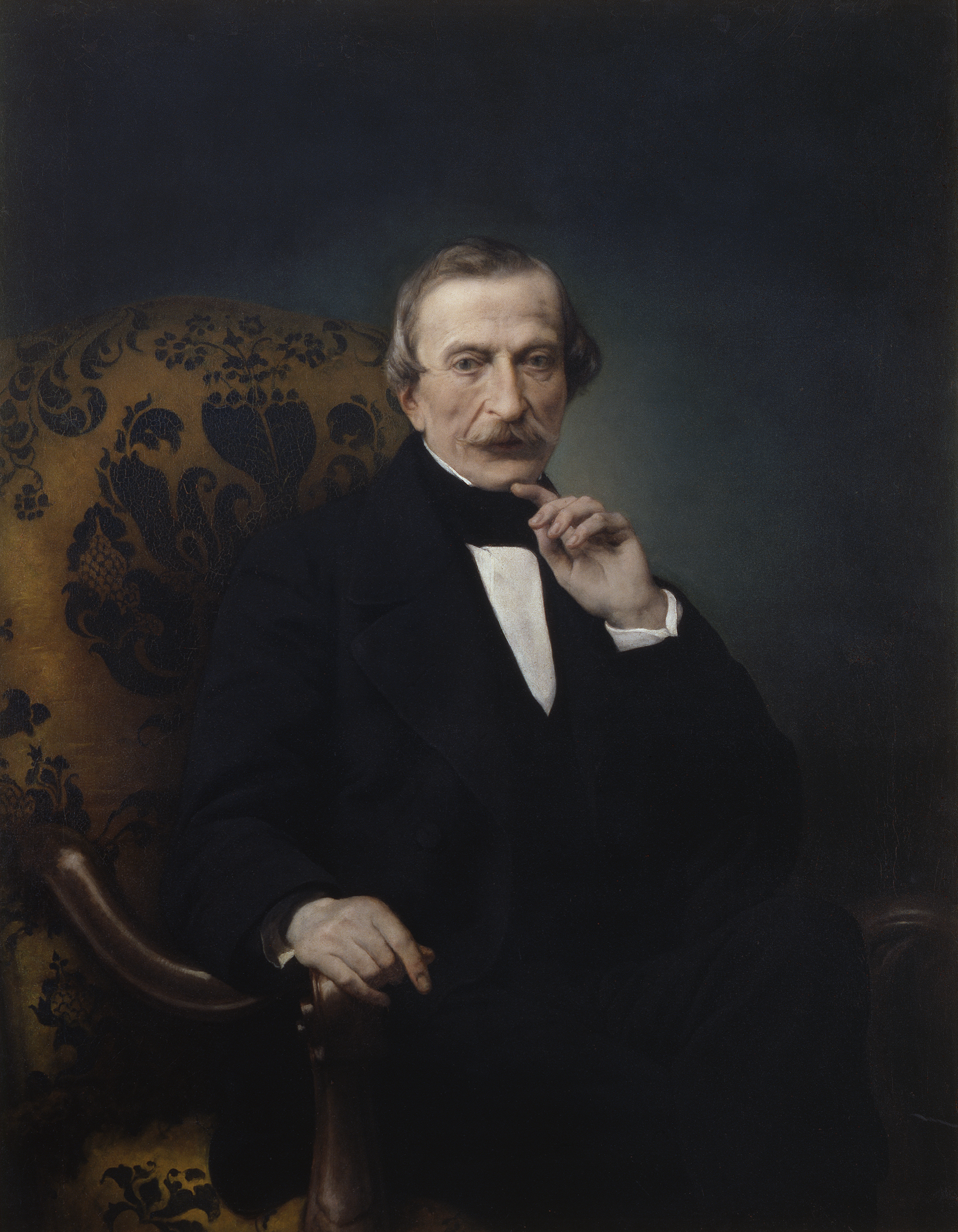
Massimo d'Azeglio

Les origines de la Droite historique se trouvent dans la faction de droite du Parlement sarde, créée en 1849. La droite était à l'époque dirigée par Massimo d'Azeglio, qui était également un représentant du mouvement modéré (en italien: Partito Moderato) qui tentait d'unifier l'Italie en tant que fédération d'États. Comme la droite dominait le Parlement, D'Azeglio a été nommé Premier ministre de Sardaigne par le roi Victor Emmanuel II. Cependant, l'affirmation de D'Azeglio vis-à-vis de l'Église catholique et du roi provoque des tensions au sein du groupe,, qui se scinde en deux factions distinctes :
- Les conservateurs, menés par D'Azeglio, Luigi Cibrario, le général La Marmora et Carlo Bon Compagni, qui soutenaient les compromis avec l'Église et une lente unification italienne.
- Les libéraux, menés par Cavour, Luigi Carlo Farini et Giovanni Galvagno, qui soutiennent l'expropriation des biens de l'Église, un rôle moindre du roi dans le gouvernement et une intervention française pour réaliser l'unification italienne.

En mai 1852, Cavour et ses partisans quittent le groupe de droite et se rapprochent de la gauche modérée dirigée par Urbano Rattazzi. Le duo Rattazzi-Cavour fait une alliance (appelée péjorativement « un mariage »), formant un groupe centriste appelé le Connubio. D'Azeglio est contraint de démissionner en novembre 1852 et Cavour est nommé par le roi comme nouveau Premier ministre, mettant fin à la phase sarde de la droite.

### Unification et gouvernements

Le comte de Cavour

En 1861, l'Italie est unifiée en tant que royaume sous la maison de Savoie. Cavour, qui était Premier ministre de Sardaigne depuis novembre 1852 avec de brèves interruptions, devient le premier Premier ministre d'Italie. Au cours de la première année suivant l'unification, Cavour devient plus conservateur, car de nombreux radicaux et républicains refusent de reconnaître le nouveau gouvernement, mais plutôt l'armée du Sud dirigée par Giuseppe Garibaldi. Craignant une révolution démocratique, Cavour se rapproche du nouveau groupe de droite au Parlement italien et le dirige jusqu'à sa mort prématurée en juin 1861. Les politiques de Cavour sont partiellement poursuivies par ses successeurs alignés sur le groupe de droite comme Luigi Farini, Bettino Ricasoli et Marco Minghetti. À partir de 1861, le gouvernement de droite mène une politique d'équilibre budgétaire, maintenue par l'austérité et une fiscalité élevée. Les impôts, en particulier l'impôt sur les céréales, étaient impopulaires parmi les classes rurales et moyennes. En conséquence, la droite a progressivement perdu son soutien. La droite est alors divisée, les libéraux du Nord soutenant les impôts et les conservateurs du Sud, nouvellement arrivés, s'opposant à la modernisation et aux impôts.
Dans les années 1870, dans un contexte de tensions croissantes au sein des gouvernements de droite, le groupe se divise en différentes factions aux objectifs et à la composition territoriale spécifiques:
- La clique émilienne dirigée par Marco Minghetti représente l'esprit de clocher émilien, en plus de soutenir le protectionnisme, le libéralisme modéré[8],[9] et l'alignement sur l'Allemagne[10].

La clique piémontaise dirigée par Giovanni Lanza et Gustavo Ponza di San Martino représentant l'esprit de clocher piémontais, soutenant le libéralisme et une politique étrangère francophile modérée.
- La clique toscane dirigée par Ubaldino Peruzzi[13] représentant l'esprit de clocher toscan, favorable au libéralisme et à la modernisation. Hostile à Minghetti, mais vague envers la gauche[14].
- La clique lombarde dirigée par [7] représentant l'esprit de clocher lombard, ainsi que les centristes et les laïques et ceux qui sont favorables à la coopération avec la gauche[7].

Le 25 mars 1876, le Premier ministre Marco Minghetti est contraint de démissionner après la soi-disant révolution parlementaire. La gauche, ainsi que des membres dissidents de la droite, ont mis le gouvernement en minorité à cause de la question de l'impôt sur les céréales, qui a endommagé l'économie rurale. Ironiquement, de nombreux politiciens de droite qui se sont rangés du côté de la gauche étaient originaires du Nord. Depuis ce moment, la droite est tombée dans l'opposition et Agostino Depretis, leader de la gauche, a été nommé nouveau Premier ministre.

### L'opposition constitutionnelle

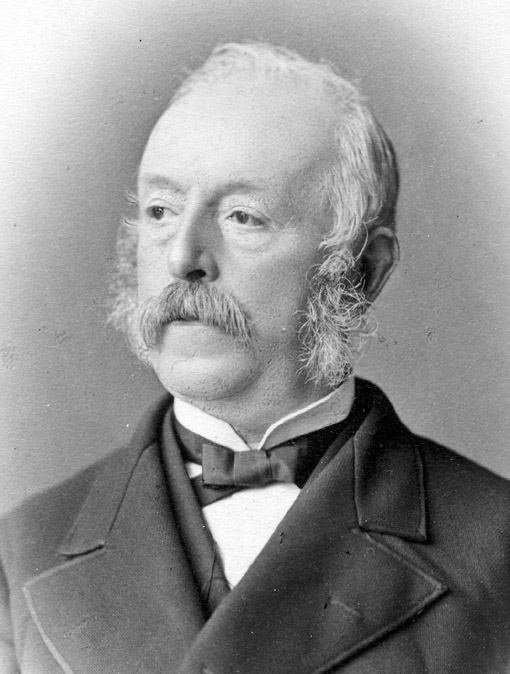
Marco Minghetti

Après la chute de Minghetti, la droite connaît progressivement des scissions et se dissout. Le 8 octobre 1882, quelques semaines avant les élections générales, Depretis proclame que quiconque est prêt à devenir progressiste sera accepté dans son gouvernement. Étonnamment, Minghetti est d'accord avec cela, ce qui amène plusieurs personnes de la droite à rejoindre la gauche. Après cet événement, le reste de la droite anti-compromis s'appelle le « Parti libéral constitutionnel » ou « opposition constitutionnelle », dirigé par l'ancien ministre des Finances Quintino Sella et le ministre de l'Intérieur Antonio Starabba, marquis de Rudinì. Les Constitutionnels n'étaient pas un parti structuré et organisé, mais simplement une coalition de conservateurs du Nord et du Sud comme Sidney Sonnino, Luigi Luzzatti et Pasquale Villari qui rejetaient l'opportunisme perçu et les politiques protectionnistes de Depretis.
Après dix ans dans l'opposition, les Constitutionnels obtiennent la majorité grâce à un accord avec la gauche dissidente Giovanni Nicotera et le radical Felice Cavallotti et Rudinì est chargé de former un nouveau gouvernement en remplacement de Francesco Crispi. Durant son court gouvernement, renversé au bout d'un an, Rudinì s'efforce de réduire les dépenses publiques, de limiter la montée du sentiment impérialiste et de maintenir l'Italie alignée sur la Triple Alliance. Rudinì est rappelé au pouvoir après la chute politique de Crispi, à la suite de la défaite dans la première guerre italo-éthiopienne. Durant ce second mandat, Rudinì s'emploie à réprimer les faisceaux siciliens (fasci siciliani en italien1), une puissante contestation socialiste montante en Sicile, mais aussi plusieurs groupes nationalistes. Au bout de deux ans, Rudinì est évincé du pouvoir après son impopulaire cession de Kassala au Royaume-Uni. Les politiciens constitutionnels comme Luzzatti et Sonnino formèrent ensuite leurs propres gouvernements, mais ils furent de courte durée, et furent affaiblis par le tout nouveau Parti socialiste italien et les premiers partis politiques organisés. Cette prise de conscience oblige les Constitutionnels à se joindre à l'Union libérale en 1913, une alliance politique entre divers politiciens libéraux, dont beaucoup étaient auparavant opposés les uns aux autres.

## Politique interne

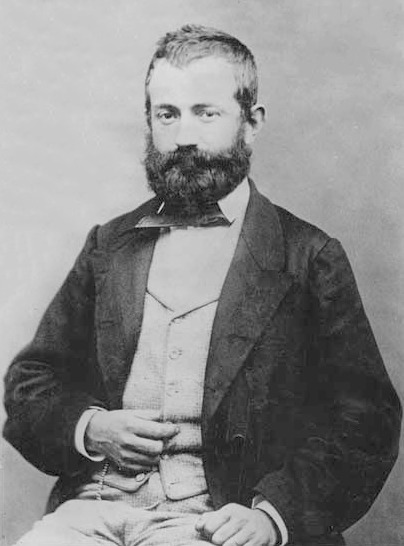
Quintino Sella (7 juillet 1827 - 14 mars 1884).

Les élections pour la formation du premier parlement unitaire se sont tenues en janvier 1861. Sur environ 22 millions d'habitants, le Latium et la Vénétie n'étant pas encore annexées, le droit au vote est accordé à seulement à 419 938 personnes (environ 1,8 % de la population italienne). L’affluence aux urnes est de 57 %.
La Droite historique, héritière de Camillo Cavour et représentante de la bourgeoisie libérale remporte ces élections. Ses représentants sont surtout des grands propriétaires terriens et des industriels ainsi que des personnalités du milieu militaire (Ricasoli, Sella, Minghetti, Silvio Spaventa, Lanza, La Marmora, Emilio Visconti Venosta).
La Droite historique, composée principalement par la haute bourgeoisie et des propriétaires terriens, élue avec un suffrage d'à peine 2 %, donne à la nouvelle Italie une économie basée sur le libre échange, qui étouffe la naissante industrie italienne, en l'exposant aux attaques du capitalisme italien plus affirmé.
Les différences législations des États préunitaires constitue un autre problème qui afflige le pays qui est résolu par la centralisation des pouvoirs en limitant les projets d'autonomie locale proposés par Marco Minghetti), en généralisant la législation piémontaise à toute la péninsule et en installant des préfectures comme instruments du gouvernement. En 1859, même l'enseignement scolaire est réformé et uniformisé dans toute l'Italie sur le modèle du Piémont (Lois Casati (it). La conscription obligatoire est instaurée.

### Assainissement du budget
La Droite impose une lourde fiscalité afin de pouvoir financer les œuvres publiques dont le pays a besoin afin d'être compétitif envers les autres puissances européennes.
En 1875, Marco Minghetti arrive à équilibrer le budget. La richesse nationale augmente en deux étapes entre 1860 et 1880.
La première fois il augmente par l'intermédiaire des impôts directs qui concernent les revenus d'origine agricole et la seconde fois par les impôts indirects qui touchent les classes besogneuses.
En 1868, la taxe à la mouture (plus précisément sur la minoterie céréalière) est instaurée déchaînant des protestations populaires avec l'attaque de moulins, destruction de compteurs, occupations des mairies. Au terme de cette révolte paysanne, le nombre d'arrestations, blessés et morts est élevé.

### Les rapports avec la population
Toutes ces mesures rendent plus compliqué l’agrégation des nouveaux territoires dans le Royaume en raison des mesures perçues comme insupportable par la population, particulièrement en raison de la taxe à la mouture et du service militaire obligatoire. La Droite favorise d'une certaine manière le développement du brigandage qui était déjà historiquement implanté dans les vastes régions du royaume des Deux-Siciles et des États pontificaux et y répond avec une dureté particulière par l'intermédiaire de la loi Pica et le déploiement de plus de 120 000 soldats dans l'Italie centro-méridionale en instaurant pratiquement un état de guerre au Sud.
En se basant sur les informations officielles du nouveau royaume d'Italie depuis septembre 1860 à août 1861, on compte dans l'ancien royaume des Deux-Siciles, 8 964 fusillés, 10 604 blessés, 6 112 prisonniers, 13 529 mis aux arrêts, et plus de 3 000 familles perquisitionnées. Cet état de fait encourage l'émigration depuis les régions méridionales d’Italie.

## Politique étrangère
En politique étrangère, la Droite historique est absorbée par les problèmes concernant l'achèvement de l'Unité italienne. À la suite de la troisième guerre d'indépendance (1866), la Vénétie est annexée au royaume d'Italie. Concernant Rome, la Droite cherche à résoudre la question diplomatiquement mais bute sur l'opposition du pape Pie IX, de Napoléon III et de la gauche. Après la chute de Napoléon III lors de la guerre franco-prussienne de 1870, l’Italie attaque les États pontificaux et conquiert Rome, qui devient la capitale en 1871. Le Pape se proclame « prisonnier » et lance de violentes attaques contre l'état italien ce qui a pour effet de déclencher en riposte une forte campagne anticléricale de la part de la gauche. Le gouvernement règle ses rapports avec l'église par la loi dite loi des Garanties que le pape ne reconnait pas et il interdit aux catholiques de participer à la vie politique italienne, selon la formule « ni élus, ni électeurs » (non expedit).

## Fin de la Droite historique
L'ère de la Droite s’achève en 1876 : le gouvernement Minghetti est mis en minorité par le parlement qui refuse la nationalisation des nouveaux chemin de fer, entraînant la démission du Premier ministre.
La « révolution parlementaire » a lieu, en effet, c'est la première fois qu'un chef de gouvernement est révoqué, non par l'autorité royale, mais par le Parlement. Le roi Victor-Emmanuel II, prend acte de la démission et charge le leader des membres de l'opposition Agostino Depretis de former un nouveau gouvernement.
Ainsi débute l'ère de la Gauche historique. Les représentants de la Droite historique qui exercent leur rôle d'opposants parlementaires et qui en majorité proviennent de Toscane, sont appelés par leurs adversaires consorteria. Montanelli, dans sa Storia d'Italia met en évidence la façon dont la Droite est « tombée » après avoir rejoint ses principaux objectifs (l'Unité de l'Italie et l'équilibre du budget), comme si les raisons qui stimulaient son existence étaient épuisées.

## Divisions et conflits internes
Juste après les premières élections du nouveau royaume d'Italie, la Droite historique se divise en deux « courants » différenciés par le lieu d'élection :
- Les piémontais, héritiers de la Droite historique qui avait caractérisé le royaume de Sardaigne, ils formèrent une Association libérale permanente

« toute piémontaise, même si tous les piémontais n'y participèrent pas »

— Indro Montanelli, Storia d'Italia
- Les tosco-émiliens, soutenus par les Lombards et les politiciens méridionaux formèrent un groupe appelé de manière méprisante par les piémontais Consorteria. Avec le temps, cette division, qui avait déjà lacéré la Droite historique lors des élections de 1864, quand les hommes de la Permanente n'hésitèrent pas à chercher des alliances avec les garibaldiens de la Gauche historique, elle aussi divisée, laisse la place à une division de type personnel. En effet, les deux principaux leaders des diverses sensibilités de Droite, Sella et Minghetti, sont engagés dans une bataille personnelle.

Les Droites se mettent d'accord seulement sur la nécessité d'atteindre l'équilibre budgétaire et sur l'inopportunité des réformes démocratiques voulues par la Gauche.
Il ne faut pas oublier que le groupe « original » de la Droite historique, formé par des politiciens libéraux septentrionaux est rejoint par de « nouveaux arrivants », c'est-à-dire des bourgeois conservateurs méridionaux. Les divergences entre ces deux sensibilités ne seront pas négligeables.

## Résultats électoraux
| Chambre des Députés |               |      |           |     |                            |
| Année d'élection    | Votes         | %    | Siège     | +/– | Leader                     |
| 1861                | 110 400 (1er) | 46,1 | 342 / 443 | –   | Camillo Benso di Cavour    |
| 1865                | 114 208 (1er) | 41,2 | 183 / 443 | 159 | Alfonso La Marmora         |
| 1867                | 84 685 (2e)   | 39,2 | 151 / 493 | 32  | Bettino Ricasoli           |
| 1870                | 110 525 (1er) | 37,2 | 233 / 508 | 82  | Giovanni Lanza             |
| 1874                | 156 784 (1er) | 53,6 | 276 / 508 | 43  | Marco Minghetti            |
| 1876                | 97 726 (2e)   | 28,2 | 94 / 508  | 182 | Marco Minghetti            |
| 1880                | 135 797 (2e)  | 37,9 | 171 / 508 | 77  | Marco Minghetti            |
| 1882                | 353 693 (2e)  | 28,9 | 147 / 508 | 24  | Marco Minghetti            |
| 1886                | 399 295 (2e)  | 27,9 | 145 / 508 | 2   | Silvio Spaventa            |
| 1890                | 138 854 (2e)  | 9,4  | 48 / 508  | 97  | Antonio Starabba di Rudinì |
| 1892                | 309 873 (2e)  | 18,3 | 93 / 508  | 45  | Antonio Starabba di Rudinì |
| 1895                | 263 315 (2e)  | 21,6 | 104 / 508 | 11  | Antonio Starabba di Rudinì |
| 1897                | 242 090 (2e)  | 19,4 | 99 / 508  | 5   | Antonio Starabba di Rudinì |
| 1900                | 271 698 (2e)  | 21,4 | 116 / 508 | 17  | Antonio Starabba di Rudinì |
| 1904                | 212 584 (3e)  | 13,9 | 76 / 508  | 20  | Tommaso Tittoni            |
| 1909                | 108 029 (4e)  | 5,9  | 44 / 508  | 32  | Sidney Sonnino             |

## Sources
- (it) Cet article est partiellement ou en totalité issu de l’article de Wikipédia en italien intitulé « Destra storica » (voir la liste des auteurs).